# Сокальська Мати Божа
Сокальська Мати Божа «Потішення» — чудотворна ікона із зображенням Богоматері Сокальської, що зараз знаходиться у Святилищі Матері Божої Сокальської в Грубешеві, що в сучасній Польщі. На іконі зображено Матір Божу з дитиною, стиль несе в собі риси українського малярства.
Чудотворну Сокальську Богородицю вперше згадано 1612 р. у «Хроніці» монастиря бернардинів у Сокалі, згадки походили з українського рукопису, перекладеного польською мовою.
За легендою, литовський іконописець Яків Венжик приніс ікону, намальовану ангельською рукою, у місто Сокаль, й віддав у церкву 1392 року. В 1519 році татари дощенту спалили Сокаль, але ікона не згоріла.
В серпні 1598 року латинський єпископ Холмський Станіслав Гомолінський звернувся до ордену Бернардинів, щоб вони взяли під свою опіку ікону. В жовтні 1599 року перші бернардини осіли тут на постійно за сприяння Яна Остророга, який був ініціатором заснування монастиря, надавши для цього 5 000 злотих. В 1680 році о. Ян Капістран Юркєвіч прирівняв Сокальський кляштор до Лорето в Італії, Монсарето в Іспанії і Ясної Гори (Ченстохова) в Польщі.
8 вересня 1724 року відбулась коронація Сокальської Чудотворної Ікони. Її проводили Львівський латинський архієпископ Ян Скарбек, єпископ Холмський Ян Шанявський і єпископ Йосиф Левицький. Ікона стала лише четвертою коронованою короною на території тодішньої Речі Посполитої після Ченстоховської, Трокскої та Коденської ікон.
8 вересня 1848 р. було посвячено новий образ Божої Матері Сокальської, намальований на зразок старого львівським художником Машковським. Із зміною кордонів в жовтні 1951 року останні монахи покинули монастир і перебираються до Лежайська, а багату бібліотеку і архіви перевезли до Кракова.
З 1951 року ікона 50 років зберігалась в каплиці костелу оо. Бернардинів. 8 вересня 2002 року обновлену чудотворну ікону Сокальської Божої Матері «Потішення» перенесли з Кракова до костелу св. Станіслава Костки в Грубешеві, який від того часу виконує роль Санктуарію Сокальської Божої Матері Потішення.